# Epidendrum sisgaense
Epidendrum sisgaense är en orkidéart som beskrevs av Eric Hágsater. Epidendrum sisgaense ingår i släktet Epidendrum och familjen orkidéer. Inga underarter finns listade i Catalogue of Life.